# Козирська сільська рада
Кози́рська сільська́ ра́да — колишній орган місцевого самоврядування в Очаківському районі Миколаївської області. Адміністративний центр — село Козирка.

## Загальні відомості
- Населення ради: 1 133 особи (станом на 2001 рік)

## Населені пункти
Сільській раді були підпорядковані населені пункти:
- с. Козирка
- с. Михайлівка

## Склад ради
Рада складалася з 16 депутатів та голови.
- Голова ради: Величко Раїса Степанівна
- Секретар ради: Дац Катерина Юріївна

### Керівний склад попередніх скликань
| ПІБ                      | Основні відомості                                                                     | Дата обрання | Дата звільнення |
| ------------------------ | ------------------------------------------------------------------------------------- | ------------ | --------------- |
| Величко Раїса Миколаївна | Сільський голова, 1961 року народження, член Народної партії                          | 26.03.2006   | 31.10.2010      |
| Величко Раїса Степанівна | Сільський голова, 1961 року народження, освіта вища, член Української Народної Партії | 31.10.2010   |                 |

Примітка: таблиця складена за даними сайту Верховної Ради України